# مدرسة تونس
مدرسة تونس، هي مدرسة للرسم على غرار مدرسة باريس التي نجد من بين أعضائها بيكاسو ويطلق عليها اسم "" تيار في الرسم "" لشدة تعلقها بالفن التشكيلي .

## ظهورها
تأسست مدرسة تونس عام 1936، وتعود فكرة تأسيسها إلى الرسام الفرنسي بيار بوشارل الذي كان يقيم آنذاك بتونس، وتكونت المجموعة في البداية من أربعة رسامين هم بالإضافة إلى بوشارل  انطونيو كوربورا وموزس ليفي وكلود للوش، وبعد نهاية الحرب العالمية الثانية سنة 1949 وقع ضم كل من يحيى التركي وعبد العزيز القرجي وعمار فرحات ثم الهادي التركي وزبير التركي و صفية فرحات وعلي باللاغة و ادقار نقاش. وقد ترأسها منذ البداية بوشارل ثم تولاها بعده يحيى التركي إلى عام 1969 تاريخ وفاته، ثم عبد العزيز القرجي.

## أعمالها
تمثل أهم ما كانت تقوم به مدرسة تونس في تنظيم معارض دورية. وكان أعضاؤها مهيمنين على الساحة التشكيلية إلى ما بعد الاستقلال، حيث كانوا يحوزون على طلبيات إنجاز الجداريات، وكانوا منغلقين على أنفسهم. وخلال السبعينات انفتحت المدرسة على بعض الشبان ومن بين من انضم إليها رفيق الكامل وحسن الصوفي. والملاحظ أن هذه المدرسة لم تخطط للاستمرارية.

## ميزاتها
لم تكن لأعضاء مدرسة تونس اهتمامات فكرية ولم يكونوا مواكبين للتحولات الجذرية التي يعرفها الحقل التشكيلي في القرن العشرين، وإنما كانوا يهتمون بالرسم في هدوء. وربما أهم من يميزهم هو براعتهم التقنية والحرفية.

## وصلة خارجية
- الحياة التشكيلية في ظلّ مدرسة تونس
- جريدة "الصباح"، 27 أكتوبر 2009، مدرسة تونس لفن الرسم.. أين هي؟